# Форкис
Форкис или Форкин (на старогръцки: Φόρκυς) в древногръцката митология е морско хтоническо божество, бог на първичното море. Син е на Понт и Гея или син на Уран и Гея, или син на Понт и Тетида.
Брат на Нерей, Тавмант и Кето. Негова съпруга и сестра е Кето и заедно те имат много деца, повечето от които ужасяващи чудовища (с изключение на Хесперидите).
Според Омир Форкин е морско божество, дядо на циклопа Полифем.
Форкис е името на фригийски предводител по времето на Троянската война. Убит е от Аякс Теламонид.

## Деца
1. Ехидна
2. Горгони (Евриала, Медуза, Стено) и Граи (Дейно, Енио, Пемфредо)[5]
3. Хеспериди – Игъл, Аретуза, Еритея, Хесперия
4. Драконът Ладон
5. чудовищата Сцила и Харибда[6] (от съюза с Хеката, Ламия или Кето).
6. Сирени
7. Туза